# Król Nowego Jorku
Król Nowego Jorku – amerykański kryminał z 1990 roku.

## Fabuła
Frank White po wyjściu z więzienia chce przejąć całkowitą kontrolę nad handlem narkotykami i zjednoczenie gangsterskiego imperium. Wraz ze swoim gangiem składającym się z dwóch czarnoskórych mężczyzn: Jimmym Jumpem, Thomasem Flaniganem i białym Test Tubem eliminuje swoich konkurentów i zręcznie wymyka się policji. Wspomaga finansowo podupadający szpital, czym zyskuje przychylność części społeczeństwa, a lokalna prasa bulwarowa kreuje go na bohatera. White’a jednak tropi detektyw Bishop, który zamierza go schwytać za wszelką cenę.

## Główne role
- Christopher Walken - Frank White
- David Caruso - Dennis Gilley
- Laurence Fishburne - Jimmy Jump
- Victor Argo - Roy Bishop
- Wesley Snipes - Thomas Flanigan
- Janet Julian - Jennifer
- Joey Chin - Larry Wong
- Giancarlo Esposito - Lance
- Paul Calderon - Joey Dalesio
- Steve Buscemi - Test Tube
- Theresa Randle - Raye
- Freddy Howard - Emilio El Zapo